# Bulbophyllum sigaldiae
Bulbophyllum sigaldiae é uma espécie de orquídea (família Orchidaceae) pertencente ao gênero Bulbophyllum. Foi descrita por André Guillaumin em 1955.